# Кожемякіна Ірина Валентинівна
Іри́на Валенти́нівна Кожемя́кіна (Кожем'якіна) (* 1980) — українська легкоатлетка.

## Життєпис
Представляє Харківську область.
На Чемпіонаті України з легкої атлетики-2000 в дисципліні 4×100 метрів команда здобула срібні нагороди — Кожемякіна Ірина, Кучма Оксана, Панасейко Юлія, Шемчишена Майя Петрівна.
На Чемпіонаті України з легкої атлетики 2002 року команда здобула золото в естафеті 4×100 метрів — Марина Майданова, Ірина Кожемякіна, Анжела Кравченко та Тетяна Ткаліч.
29 січня 2004 року у Запоріжжі в бігу на 60 метрів показала результат 7,16 секунди.
На Чемпіонаті України з легкої атлетики-2004 в бігу на 100 метрів здобула золоту медаль.
В естафеті 4 × 100 метрів на літніх Олімпійських іграх-2004 команда посіла 13-те місце — Жанна Блок, Тетяна Ткаліч, Марина Майданова й Ірина Кожемякіна.